# Wolfram Fiedler
Wolfram Fiedler (ur. 29 września 1951 w Ilmenau, zm. 11 kwietnia 1988 w Berlinie) – niemiecki saneczkarz reprezentujący NRD, dwukrotny medalista igrzysk olimpijskich i mistrzostw świata.

## Kariera
Pierwszy sukces w karierze osiągnął w styczniu 1972 roku, kiedy zdobył złoty medal w jedynkach podczas mistrzostw Europy w Königssee. Parę tygodni później wystartował na igrzyskach olimpijskich w Sapporo, zdobywając dwa medale. Najpierw zajął trzecie miejsce indywidualnie, ulegając tylko dwóm rodakom: Wolfgangowi Scheidelowi i Haraldowi Ehrigowi. Brązowy medal wywalczył także w dwójkach, startując w parze z Klausem Bonsackiem. Następnie zdobył srebro w jedynkach podczas mistrzostw świata w Oberhofie, przegrywając tylko z Hansem Rinnem. Zdobył również złoty medal na mistrzostwach świata w Hammarstrand dwa lata później. Ponadto Był drugi na ME w Olang (1975) i pierwszy na ME w Hammarstrand (1976).
W 1988 roku zmarł na skutek nowotworu. Po jego śmierci letni tor saneczkowy w jego rodzinnym Ilmenau został nazwany jego imieniem.

## Osiągnięcia

### Igrzyska olimpijskie
| Rok  | Miejsce | Jedynki | Dwójki |
| ---- | ------- | ------- | ------ |
| 1972 | Sapporo | 3.      | 3.     |